# Windmotor Rinsumageest
De Windmotor Rinsumageest is een voormalige poldermolen nabij het Friese dorp Rinsumageest, dat in de Nederlandse gemeente Dantumadeel ligt.

## Beschrijving
De Windmoter Rinsumageest is een kleine Amerikaanse windmotor met twaalf bladen en een vlucht van 3,5 m. Hij staat aan de noordrand van Rinsumageest aan de N361. Het is een windmotor van het type Record, die rond 1920 werd gebouwd door de firma Bakker uit IJlst. De molen is niet-maalvaardig en kan niet worden bezichtigd.